# Anoushka Shankar
Anoushka Shankar (Londra, 9 giugno 1981) è una musicista e compositrice britannica.

## Biografia
Figlia del noto suonatore di sitar Ravi Shankar, che insegnò al beatle George Harrison, Anoushka è sorellastra di Norah Jones, di due anni più grande. Anoushka, che si occupa attivamente del Ravi Shankar Centre in India, ha scritto un'autobiografia il cui titolo è dedicato al padre Bapi: the love of my life.
Ha iniziato a suonare il sitar a 7 anni e a 13 ha debuttato in teatro a Nuova Delhi, per collaborare poi con i dischi ed i concerti del padre, ed incidere in seguito dischi in proprio. Nel 2006, è stato pubblicato anche in Italia Rise, e nel 2007 è uscito Breathing Under Water con il produttore statunitense di origine indiana Karsh Kale.
Nel 2011, ha pubblicato Traveller: registrato a Madrid, l'album esplora i rapporti tra la musica indiana classica e il flamenco spagnolo, avvalendosi della collaborazione di importanti artisti internazionali. Anoushka ha collaborato con la sorellastra Norah Jones in due brani: Easy del 2011 e Traces of You del 2013, quest'ultimo dedicato a loro padre, scomparso nel 2012.

## Discografia parziale

### Album
- 1998 - Anoushka, (Angel Records)
- 2000 - Anourag, (Angel Records)
- 2001 - Live at Carnegie Hall
- 2005 - Rise, (Angel Records)
- 2007 - Breathing Under Water, (Manhattan Records)
- 2011 - Traveller, (Deutsche Grammophon)
- 2013 - Traces of You, (Deutsche Grammophon)
- 2015 - Home, (Deutsche Grammophon)
- 2016 - Land of gold, (Deutsche Grammophon)